# Raising Jeffrey Dahmer
Raising Jeffrey Dahmer es una película dramática estadounidense del 2006 basada en el caso del asesino en serie Jeffrey Dahmer. 
Fue dirigida por Rich Ambler, y contó con la actuación de Rusty Sneary (Dahmer), Scott Cordes (el padre de Dahmer), y Cathy Barnett (la madrastra).

## Argumento
La película explora la infancia de Jeffrey Dahmer (Rusty Sneary) y su relación con su padre, Lionel (Scott Cordes), todo ello durante un juicio celebrado a finales de 1991.

## Reparto
- Scott Cordes: Lionel Dahmer.
- Cathy Barnett: Shari Dahmer.
- Rusty Sneary: Jeffrey Dahmer.
- Jeannine Hutchings: Catherine Dahmer.
- Bo Svenson: el detective John Amos.
- Erin McGrane: Joyce Dahmer.
- Kip Niven: el fiscal Howard Parker.